# Luci Corneli Lèntul Caudí (cònsol 237 aC)
Luci Corneli Lèntul Caudí (llatí: Lucius Cornelius L. f. Ti. n. Lentulus Caudinus) va ser un magistrat romà del segle iii aC. Formava part de la família dels Cornelis Lèntuls, una branca patrícia de la gens Cornèlia.
Era fill del cònsol de l'any 275 aC, Luci Corneli Lèntul, i el primer que va portar el cognom de Caudí, encara que és possible que el seu pare ja el portés (els Fastos estan mutilats en aquest punt). Va exercir algunes magistratures, entre les quals les d'edil curul i pontífex màxim, i l'any 237 aC va ser cònsol. Durant el seu consolat va derrotar els lígurs. Va morir l'any 213 aC.